# Обнародване
Обнародване или влизане в сила на закон е формалното обявяване или деклариране на ново законово постановление или административен акт, след като е получил финално одобрение.

## Етимология
Думата е отглаголно съществително от глагола „обнародвам“, който е с руски произход (обнародовать).

## Процедура (технология)
След като нов закон е одобрен, се огласява на публиката чрез публикуване на текста на закона в държавно периодично издание или официален уебсайт. В България това е Държавен вестник. Национални закони от изключително значение за обществото и нацията могат да бъдат огласени от държавния глава в национално телевизионно предаване. Местните закони (например щатските в САЩ) са обикновено обявявани в местните вестници и публикувани в бюлетини или компендуим (подобни на сборници) от муниципални регулации.

## Синоними
- Публикуване, за да стане обществено достояние
- Обявяване, съобщаване, огласяване чрез печата на нещо
- Издаване, отпечатване на нещо (книга, статия и под.)
- Разгласяване, оповестяване[3]